# Code Red (musikalbum)
Code Red är det tyska thrash metal-bandet Sodoms nionde studioalbum, utgivet i maj 1999 på Drakkar Records, och i Japan på Howling Bull i november samma år.
Musikaliskt innebar albumet en återkomst till bandets klassiska thrash metal-sound.
Skivans intro innehåller ett ljudklipp från filmen Full Metal Jacket.

## Låtlista
1. "Intro" (instrumental) – 0:48
2. "Code Red" – 3:54
3. "What Hell Can Create" – 3:31
4. "Tombstone" – 3:55
5. "Liquidation" – 2:44
6. "Spiritual Demise" – 2:51
7. "Warlike Conspiracy" – 2:49
8. "Cowardice" – 4:16
9. "The Vice of Killing" – 4:21
10. "Visual Buggery" – 3:12
11. "Book Burning" – 2:34
12. "The Wolf and the Lamb" – 3:18
13. "Addicted to Abstinence" – 2:06

## Medverkande
Musiker
- Tom Angelripper – sång, basgitarr
- Bernd "Bernemann" Kost – gitarr
- Bobby Schottkowski – trummor, slagverk

Bidragande musiker
- Harris Johns – gitarr

Produktion
- Harris Johns – producent, inspelningstekniker, mixning
- Klaus Arndt – mastering
- Leopoldo Lopes – masteröverföring
- Axel Hermann – omslagskonst
- Peter Dell – design, layout
- Mike Kolossa – foto